# Heinkel He 100
L'Heinkel He 100 fu un aereo da caccia monomotore e monoplano ad ala bassa, sviluppato dall'azienda aeronautica tedesca Ernst Heinkel Flugzeugwerke AG nei tardi anni trenta e prodotto in pochissimi esemplari di preserie.

## Storia del progetto
Dopo che nel 1935 il Technisches Amt del Reichsluftfahrtministerium (RLM), l'ufficio tecnico del ministero dell'aria tedesco del periodo, preferì il Messerschmitt Bf 109 all'Heinkel He 112 come modello standard per equipaggiare i reparti da caccia della Luftwaffe, Ernst Heinkel esortò l'ufficio tecnico della sua azienda a iniziare lo sviluppo di un nuovo velivolo da caccia il cui obiettivo era, tra gli altri, superare la velocità massima di 700 km/h (378 kn).
A questo scopo Walter Günter, uno dei due fratelli Günter a capo dello staff di progettazione, dopo aver esaminato l'He 112, che era già stato pesantemente rivisto nella versione He 112B, ritenne che il modello avesse raggiunto l'apice della sua evoluzione e che fosse quindi necessario dedicarsi a un modello completamente nuovo, progetto al quale venne assegnato la designazione P.1035. Tra gli obiettivi da raggiungere l'ufficio tecnico diede priorità alla semplificazione in fase di produzione, riducendo considerevolmente il numero di parti per la sua costruzione e utilizzando in quelle rimaste meno curve composite. In confronto, il 112 era costituito da 2 885 parti e utilizzava 26 864 rivetti, mentre nel P.1035 le prime si riducevano a 969 pezzi assemblate tra loro con 11 543 rivetti. La nuova ala, che abbandonava la configurazione ad ala di gabbiano rovesciata per una più tradizionale, a profilo rettilineo,  fu fonte di gran parte dei risparmi; dopo aver costruito le prime ali, Otto Butter ha riferito che la riduzione della complessità e del numero di rivetti (insieme al sistema di rivetti esplosivi dei fratelli Butter) ha permesso di risparmiare 1 150 ore di manodopera per ala.
Dopo aver ottenuto dall'RLM la designazione ufficiale He 100 e l'approvazione alla costruzione di un prototipo al fine di valutarne le caratteristiche, il primo, indicato come He 100 V1 (V da Versuch, sperimentale, in lingua tedesca), equipaggiato con un motore Daimler-Benz DB 601 e da un nuovo tipo di dispositivo di raffreddamento per evaporazione superficiale. In questa configurazione il modello volò per la prima volta il 22 gennaio 1938.
Dopo di questo numerosi prototipi si succedettero per la tribolata sperimentazione del motore (un DB 601 con radiatori estesamente modificati). L'ottavo prototipo (nominato He 112 U) fu modificato, anche per esigenze propagandistiche, in aereo da record, raggiungendo il 30 marzo 1939 la velocità di 746,61 km/h.
Alcuni esemplari, sia della preserie, sia costruiti ad hoc, furono esportati: 2 in Giappone e 10 in URSS (all'epoca del patto Molotov-von Ribbentrop), quindi ancora meno dell'Heinkel He 112 di cui costituiva una sorta di versione potenziata e più veloce.
Come l'He 112 anche l'He 100 aveva alcune caratteristiche (robustezza, armamento, velocità, autonomia) superiori o paragonabili al Bf 109, ma non riuscì a soppiantarlo nella produzione di massa perché era di costruzione più complessa e costosa.
Nominalmente in forza alla Luftwaffe nel corso della seconda guerra mondiale, in effetti dopo aver ottenuto una serie di record mondiali, l'aereo non venne prodotto in serie per la sua costruzione complessa e più costosa del contemporaneo Messerschmitt Bf 109. Dei 19 esemplari di preserie, nessuno rimane a documentare l'aereo. Si suppone che il RLM, nella sua opera di razionalizzazione dello sforzo bellico tedesco, abbia deciso di concentrare la produzione dei caccia destinandola a Messerschmitt AG e Focke-Wulf-Flugzeugbau GmbH, lasciando ad Heinkel gli aerei da trasporto. L'aereo in questione, così come un suo derivato fittizio, lo Heinkel He 113, venne usato per scopi propagandistici attraverso la diffusione di foto fatte ad arte per mostrare un inesistente impiego operativo (Ernst Heinkel era tremendamente superstizioso e non voleva il numero 13 nei suoi aerei per cui il Progetto 113 venne rinominato He 100 D, cioè invece di "Hundertdreizehn (113)" solo "Hundert D").Infatti tra lo He 112 e lo He 114 manca lo He 113 causa la sua superstizione, cosa risaputa da tutti i contemporanei.

## Esemplari attualmente esistenti
Dei pochi esemplari costruiti non ne rimane alcun esemplare originale né risulta esistere alcuna parte di relitto. Tuttavia negli Stati Uniti d'America è presente una replica statica, un mockup in scala 1:1 esposto presso le strutture museali del Planes of Fame Air Museum di Chino, in California.

## Utilizzatori
Germania
- Luftwaffe

non venne mai utilizzato in ambito operativo.
 Giappone
- Dai-Nippon Teikoku Kaigun Kōkū Hombu

3 esemplari di He 100 D-0 ridesignati AXHe in ottemperanza al sistema di designazione della Marina imperiale giapponese. Utilizzato solamente come modelli per la sua eventuale (e mai avvenuta) produzione in serie.
 Unione Sovietica
- Voenno-vozdušnye sily

### Pubblicazioni
- (EN) William Green, Heinkel's Hoaxer, in RAF Flying Review, Feb 1963.